# Заполярна тундра Гренландії
Заполярна тундра Гренландії (ідентифікатор WWF: NA1112) — неарктичний екорегіон тундри, розташований в прибережних районах на півночі та на північному сході острова Гренландія. Це найпівнічніший екорегіон на планеті.

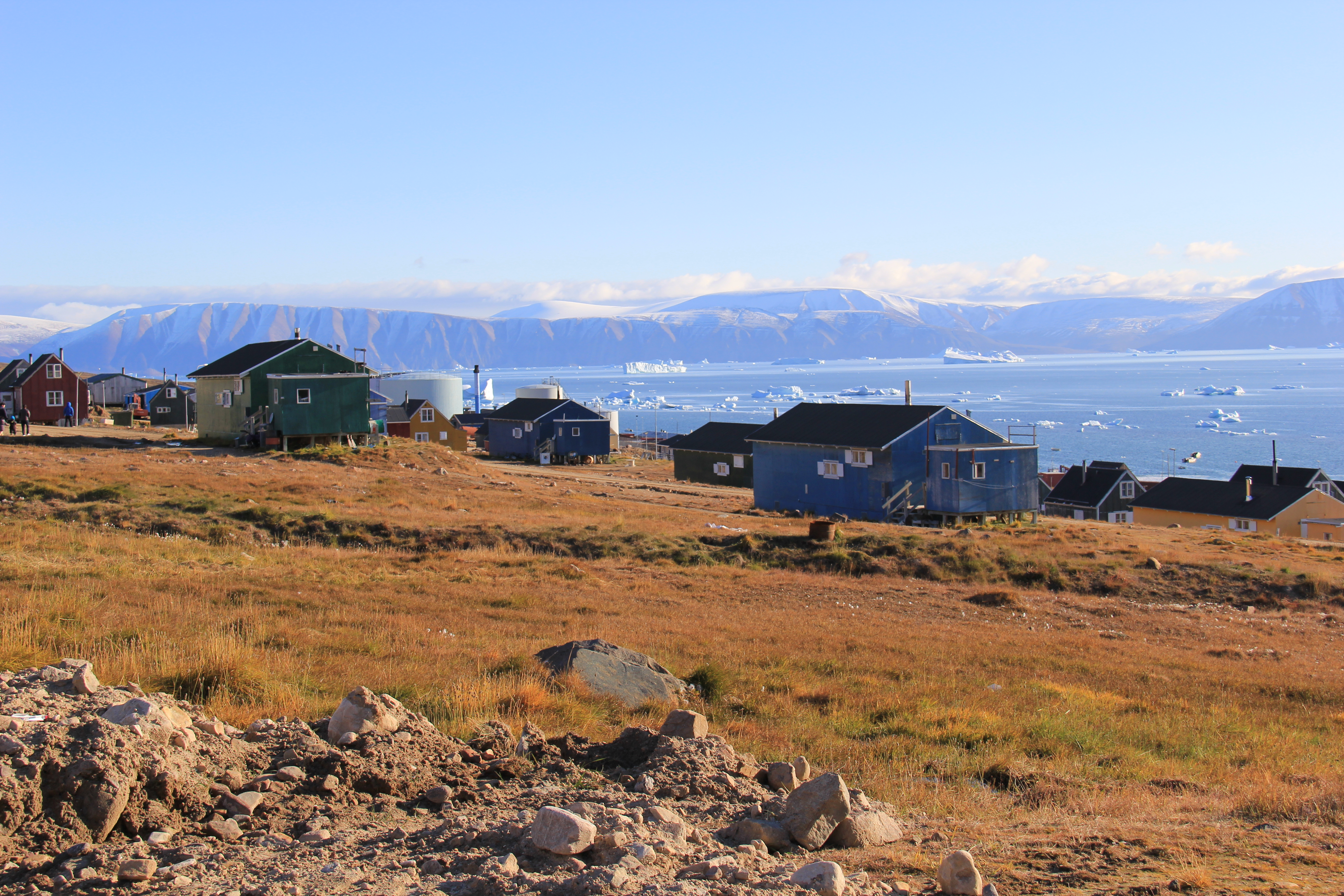
Місто Каанаак на північному заході Гренландії

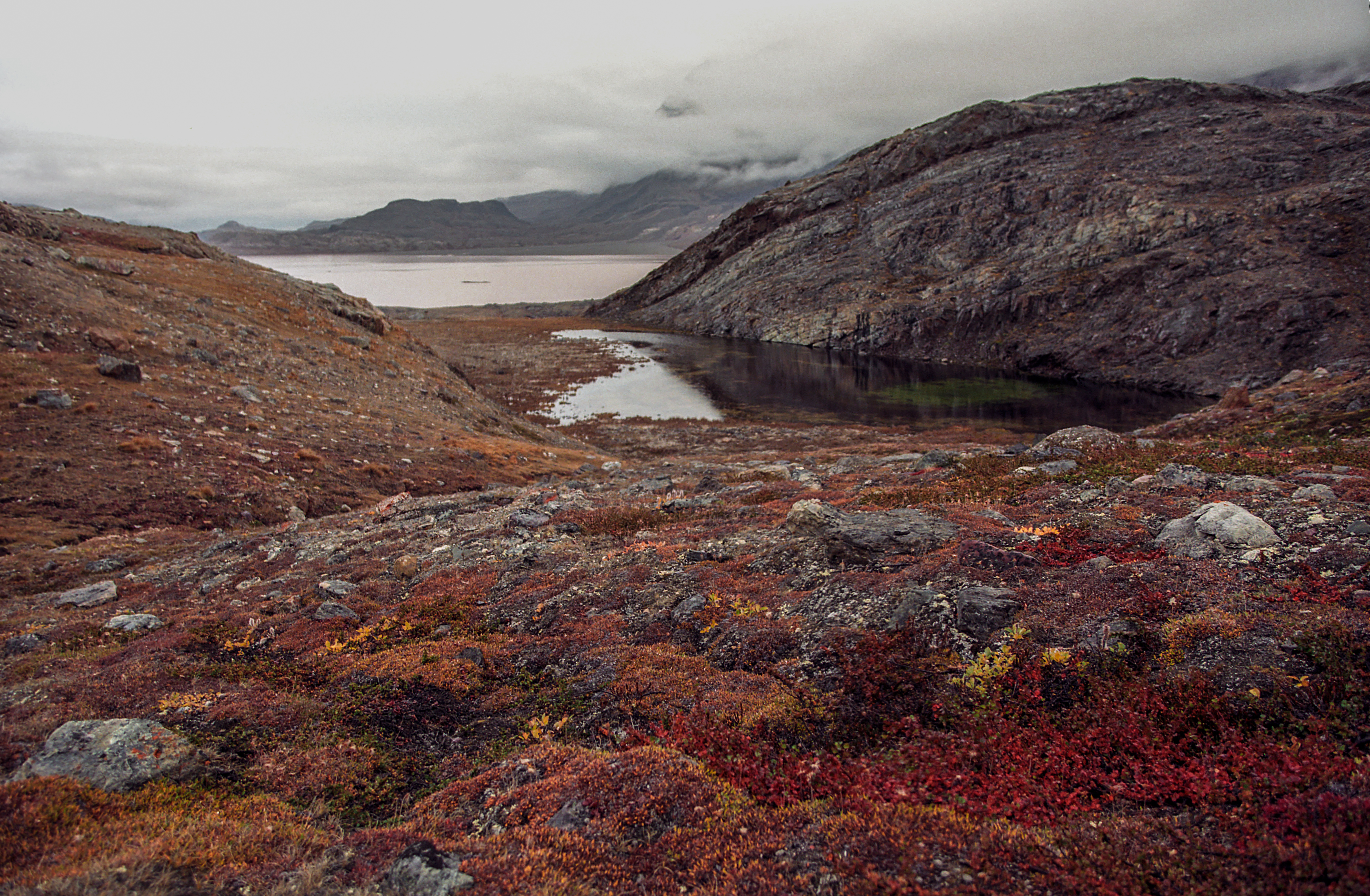
Тундра в Гренландському національному парку

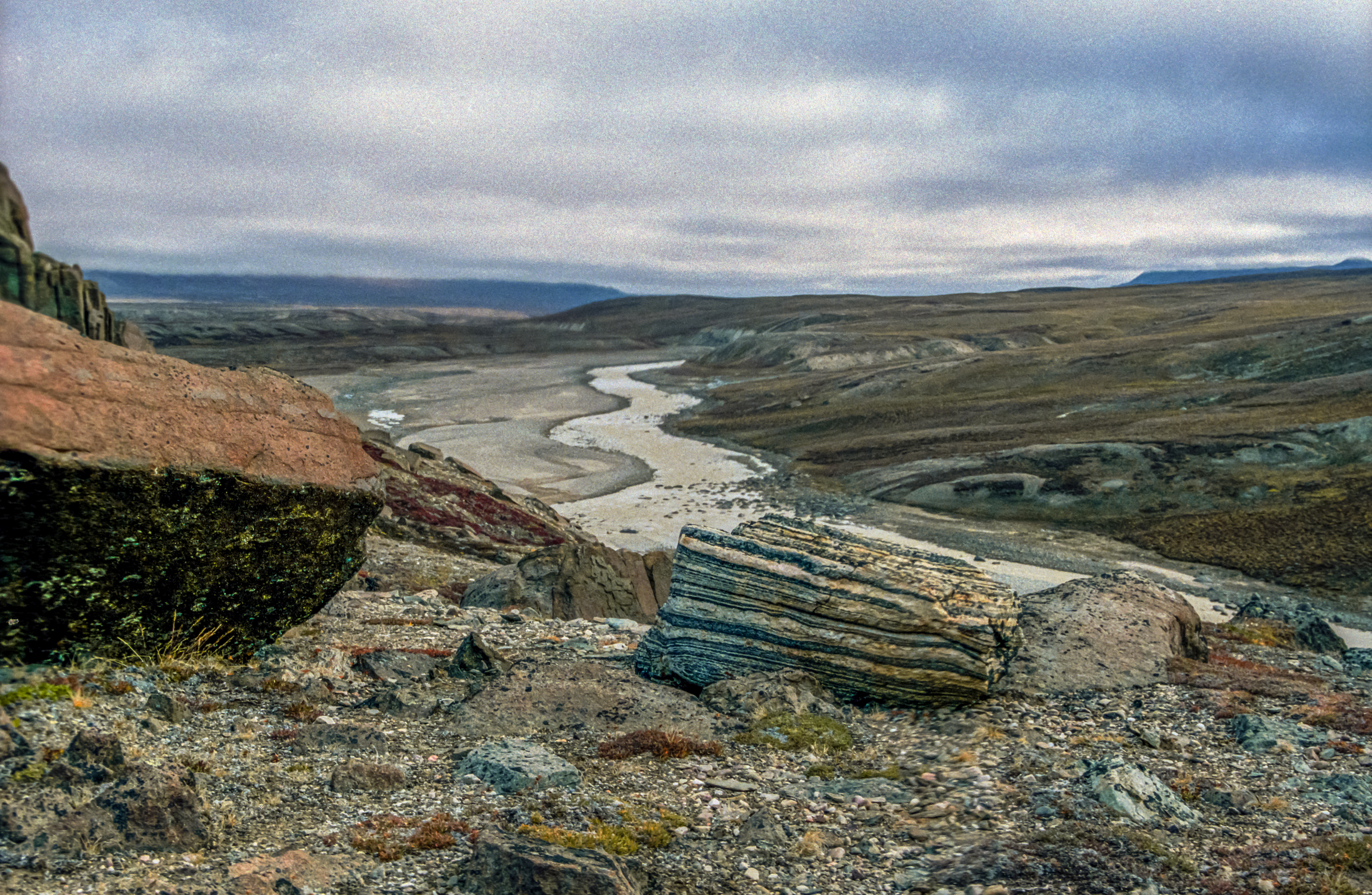
Ландшафт острова Трейл біля східного узбережжя Гренландії

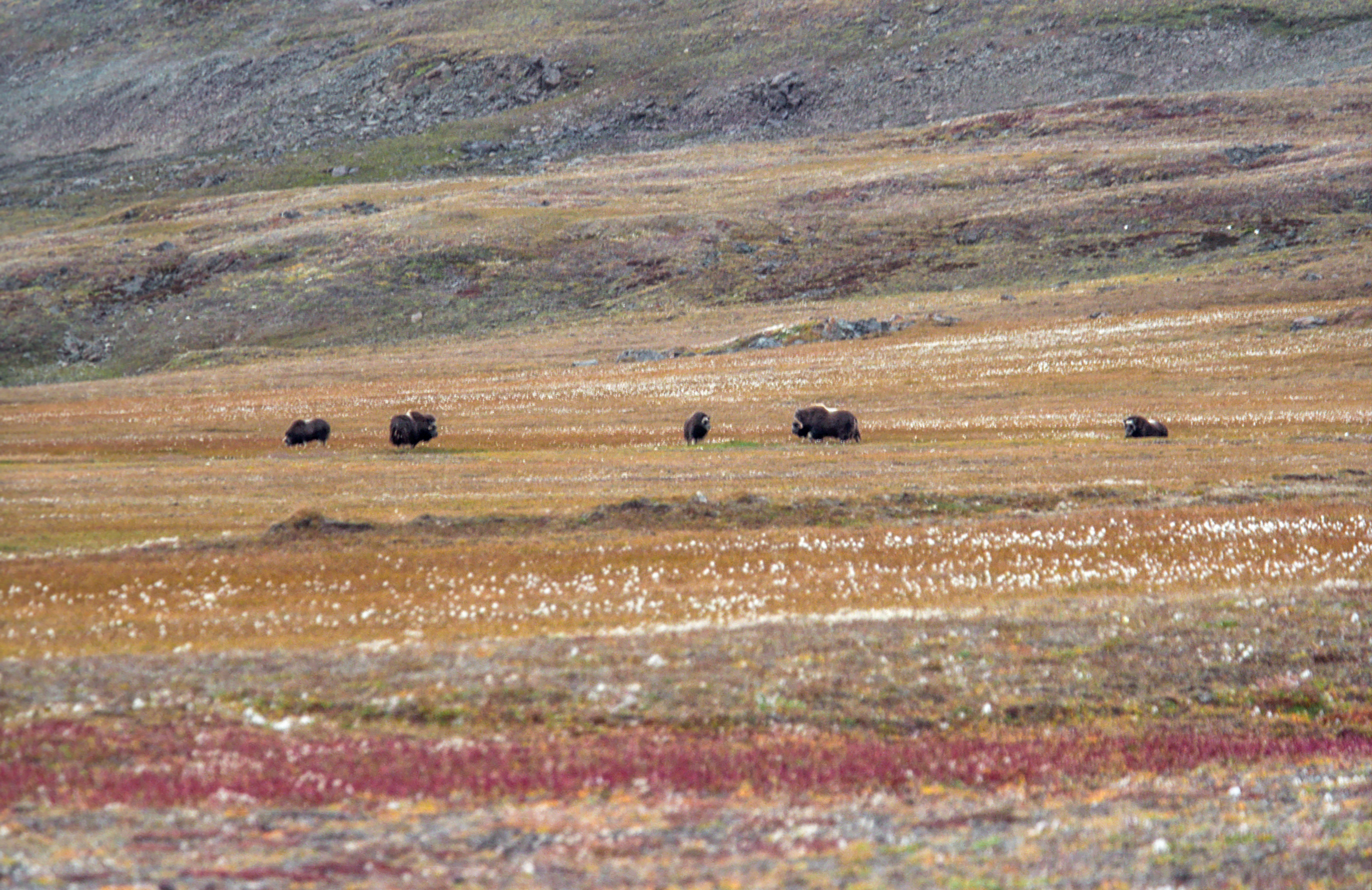
Стадо вівцебиків в гренландській тундрі

## Географія
Гренландія — це найбільший у світі острів, який омивається водами Північного Льодовитого океану з півночі та Атлантичного океану з півдня. Більша частина цього острова покрита велетенським льодовиковим щитом, другим за розмірами після льодовикового щита Антарктиди. Максимальна товщина льодовикового щита становить приблизно 3200 м. Прибережні райони Гренландії, вільні від льодовикового покриву, розглядаються як два екорегіони — заполярної та приполярної тундри.
Екорегіон заполярної тундри Гренландії охоплює північне узбережжя острова, на південь до затоки Мелвілл та 75° північної широти на заході регіону та на південь до затоки Скорсбісунн та 70° північної широти на сході регіону. Прибережні райони на південь від 70-75° південної широти розташовані в екорегіоні приполярної тундри Гренландії. У деяких районах на півночі острова крижаний покрив простягається аж до узбережжя. Найбільша площа вільного від льоду суходолу зосереджена вздовж північно-східного узбережжя Гренландії, в районі Землі Пірі, на 80° північної широти. В цій місцевості трапляються гори, хоча загалом північна частина острова менш гориста, ніж південна. Узбережжя скелясте, з численними фіордами. З геологічної точки зору північ Гренландії є молодшим за південь. В екорегіоні переважають палеозойські гнейси та різні осадові породи.

## Клімат
У межах екорегіону переважає тундровий клімат (ET за класифікацією кліматів Кеппена), коли принаймні один місяць в році має середню температуру вище 0 °C, достатню для танення снігу, однак середня температура найтеплішого з місяців не перевищує 10 °C. Зазвичай середні температури найтеплішого з місяців є меншими за 5 °C. В екорегіоні повсюдно присутня багаторічна мерзлота, коли нижня частина ґрунту є постійно промерзлою. На півночі Гренландії атмосферний тиск вищий, ніж на півдні, що призводить до меншої кількості опадів. Кількість опадів також зменшується вглиб острова, тому біля льодовикової шапки в багатьох місцях існує арктична пустеля. Клімату північної Гренландії притаманні такі незвичайні метеорологічні явища, як раптові, часом дуже сильні стокові вітри та фени. Фени — це вітри, сформовані теплими сухими повітряними масами, які дмуть від крижаного щита до узбережжя та здатні підвищувати температуру на 10-20 °C, призводячи до танення снігу.
Північ Гренландії розташована за Полярним колом. Як і в інших полярних регіонах, влітку, під час полярного дня, тут постійно світить сонце, а взимку, під час чотиримісячної полярної ночі, постійно панує напівтемрява. Вночі в регіоні часто можна побачити полярне сяйво, яке виникає, коли молекули атмосфери іонізуються при низьких температурах під дією сонячного і космічного випромінювання.

## Флора
На відміну від приполярної тундри Гренландії, в регіоні заполярної тундри відсутні вербові чагарники та трав'янисті луки, натомість широко представлені кам'янисті пустища, слабо порослі рослинністю, та снігові плями. Рослини мають бути спеціально пристосованими до екстремального клімату цього екорегіону, щоб мати можливість витримувати полярні ночі, арктичні температури та малу кількість опадів, які час від часу випадають у вигляді снігу. Серед видів, що пристосовувалися до такого суворого середовища проживання, слід навести такі різновиди польових квітів, як полярний жовтець (Ranunculus sulphureus), полярний китник (Alopecurus magellanicus) та уральська смілка (Silene uralensis). Ці рослини настільки добре адаптувалися, що не можуть існувати при більш високих температурах і, як правило, відсутні в приполярній тундрі.
Один-два мільйони років тому, коли клімат був теплішим, такі дерева, як модрини (Larix spp.), чорні ялини (Picea mariana), берези (Betula spp.), тиси (Taxus spp.) і туї (Thuja spp.) росли в північній частині Землі Пірі. Тогочасні палеоекологічні умови можна порівняти з сучасними субарктичними умовами південної частини Гренландії, за винятком відмінностей, пов’язаних із сезонною відсутністю сонячного світла. Скам'янілості показують, що в лісі домінував вимерлий різновид модрини Larix groenlandii, а також росли чорні ялини (Picea mariana) та західні туї (Thuja occidentalis), жодної з яких наразі в регіоні немає.
Сучасна рослинність заполярної тундри рідкісна і слабо розвинена через короткий і холодний вегетаційний період і нестачу води. Найбільш добре розвинені заполярні рослинні угруповання зосереджені на східному узбережжі Гренландії, поступово розріджуючись з півдня на північ. Деякі види рослин зустрічаються на півночі лише поблизу гарячих джерел, яких особливо багато в базальтових областях на центрально-східному узбережжі. Зокрема, до таких видів належать болотяний зніт (Epilobium palustre) та північна любка (Platanthera hyperborea). 

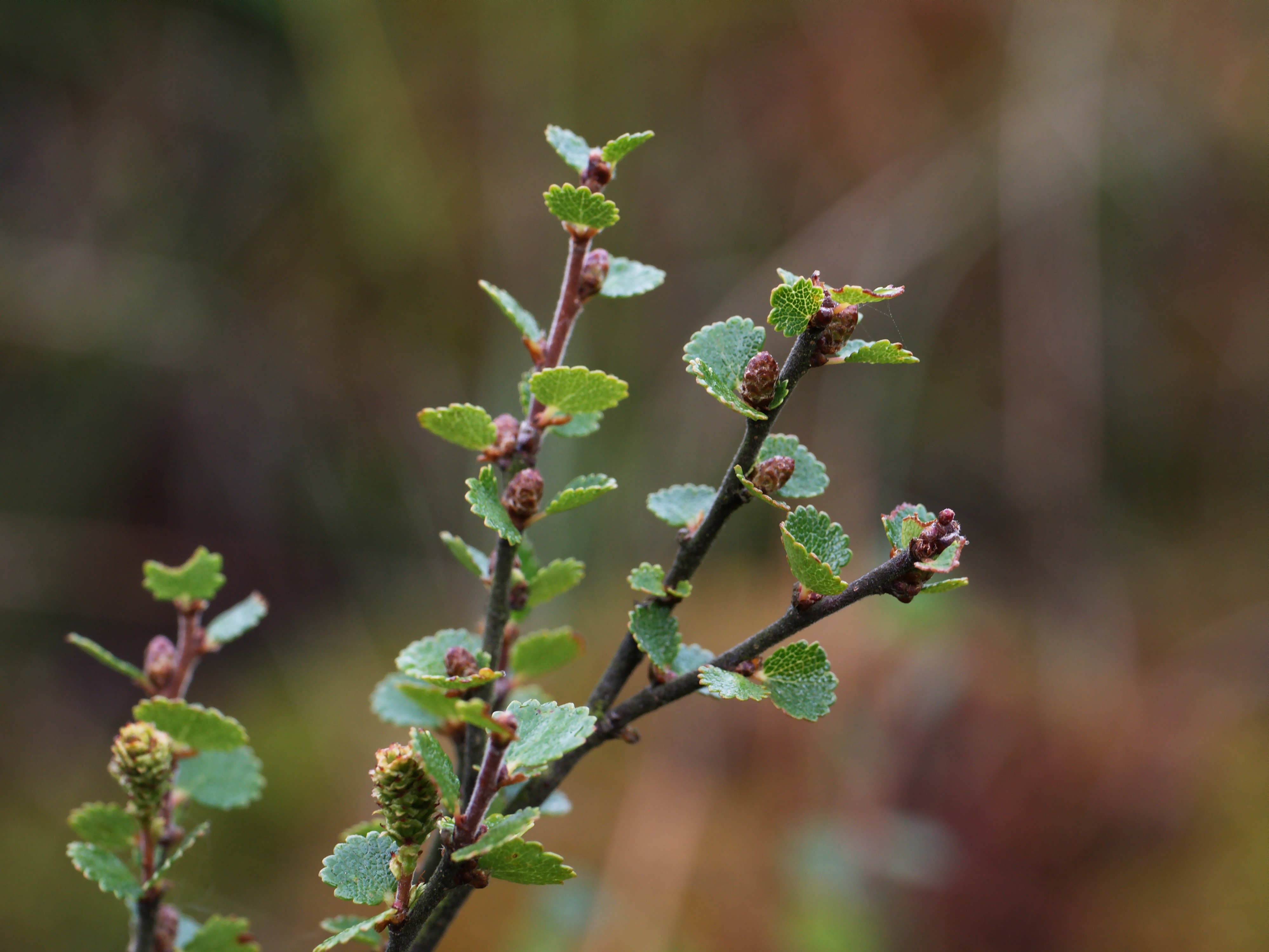
Карликова береза (Betula nana)
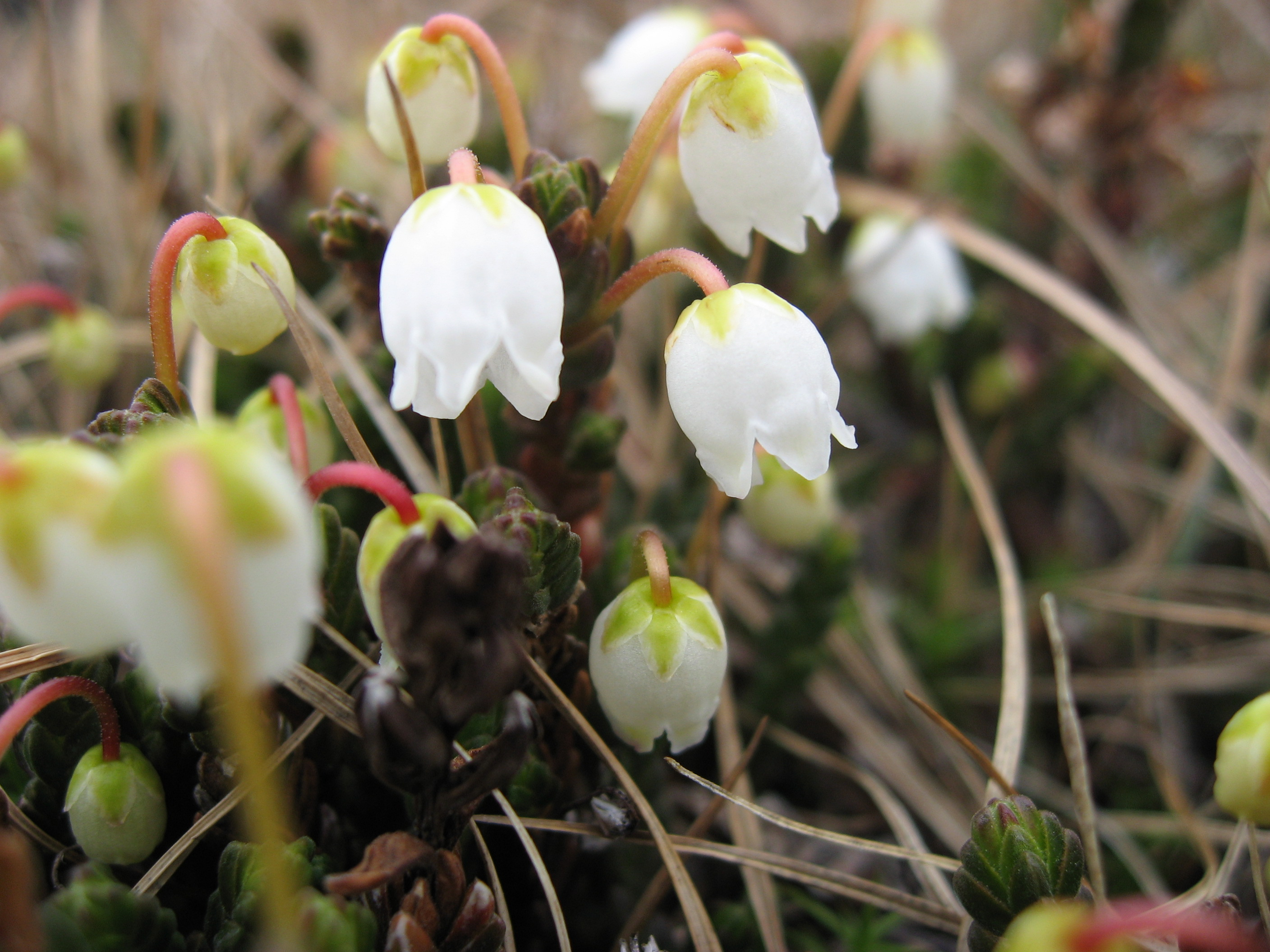
Чотиригранна кассіопея (Cassiope tetragona)
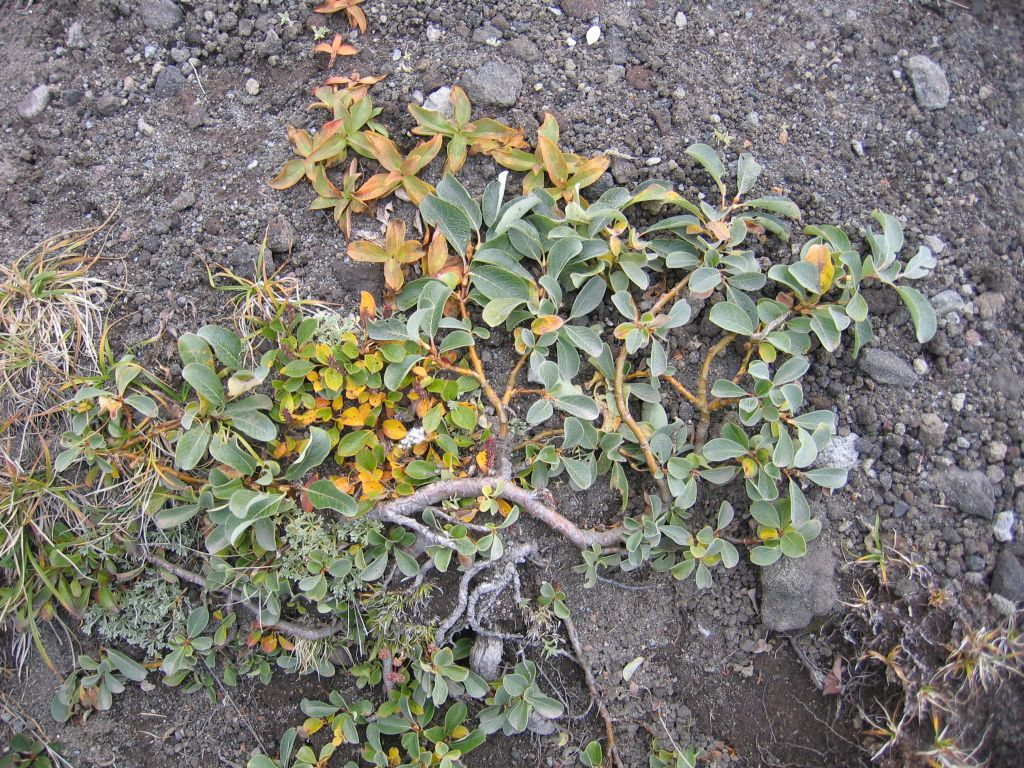
Арктична верба (Salix arctica)
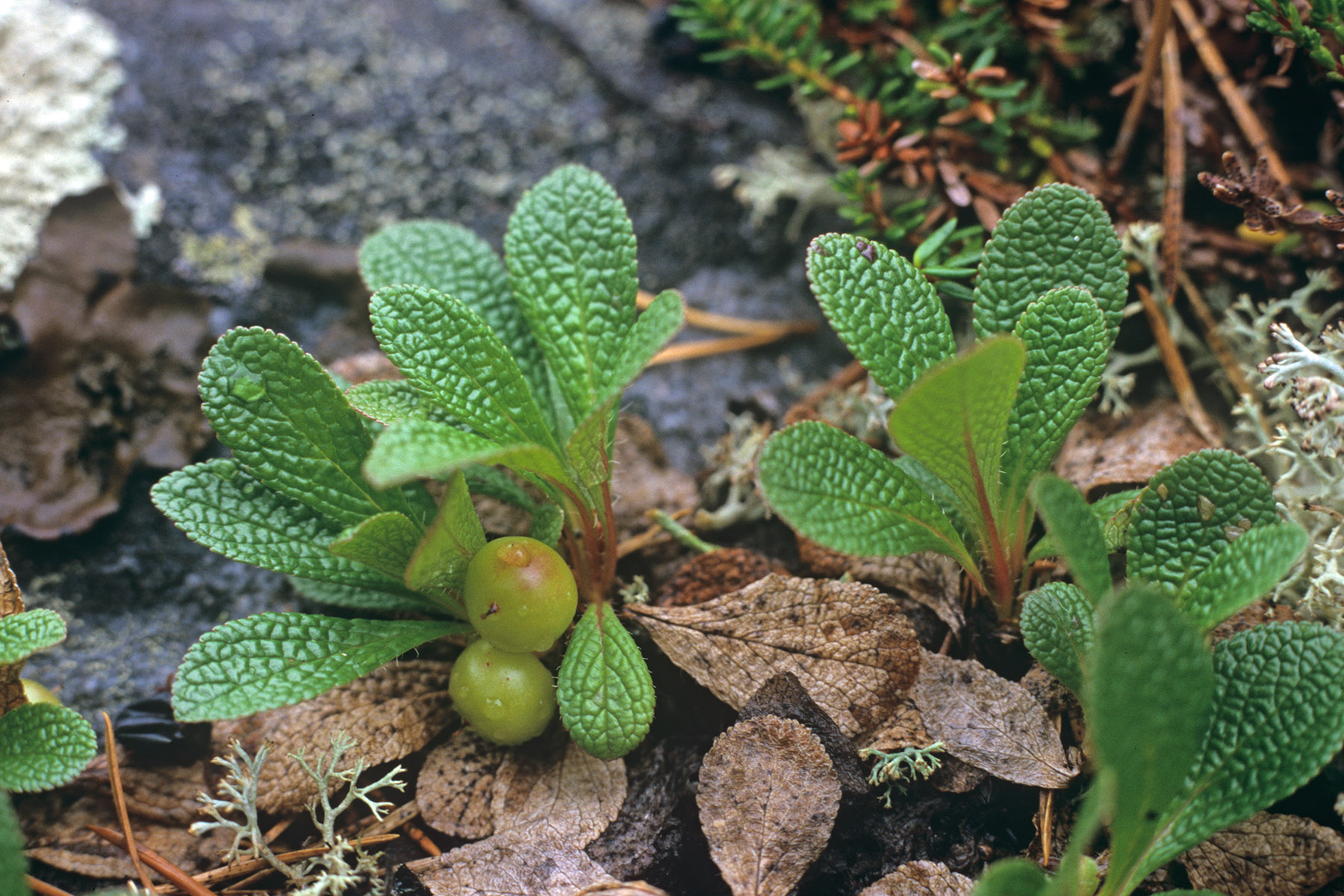
Альпійська мучниця (Arctous alpina)
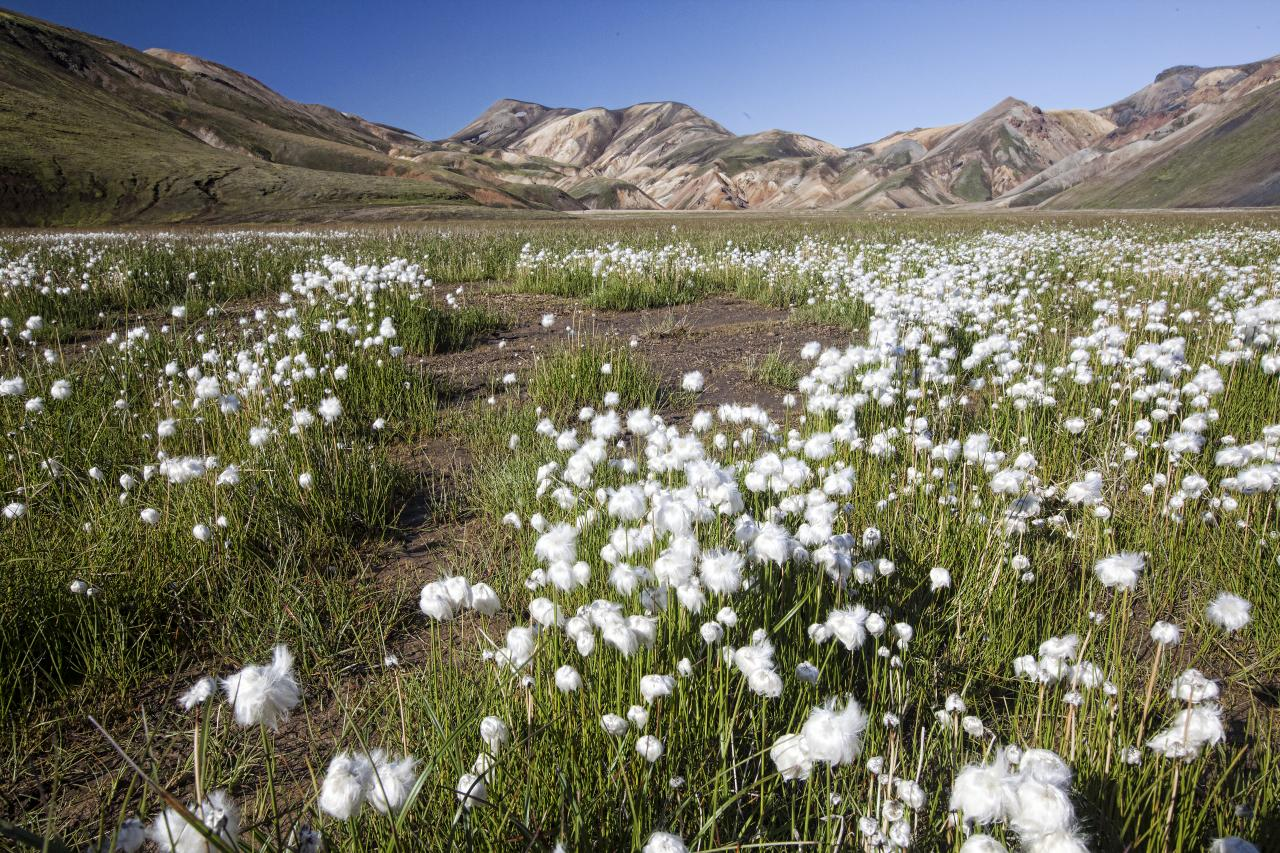
Пухівка Шойхцера (Eriophorum scheuchzeri)
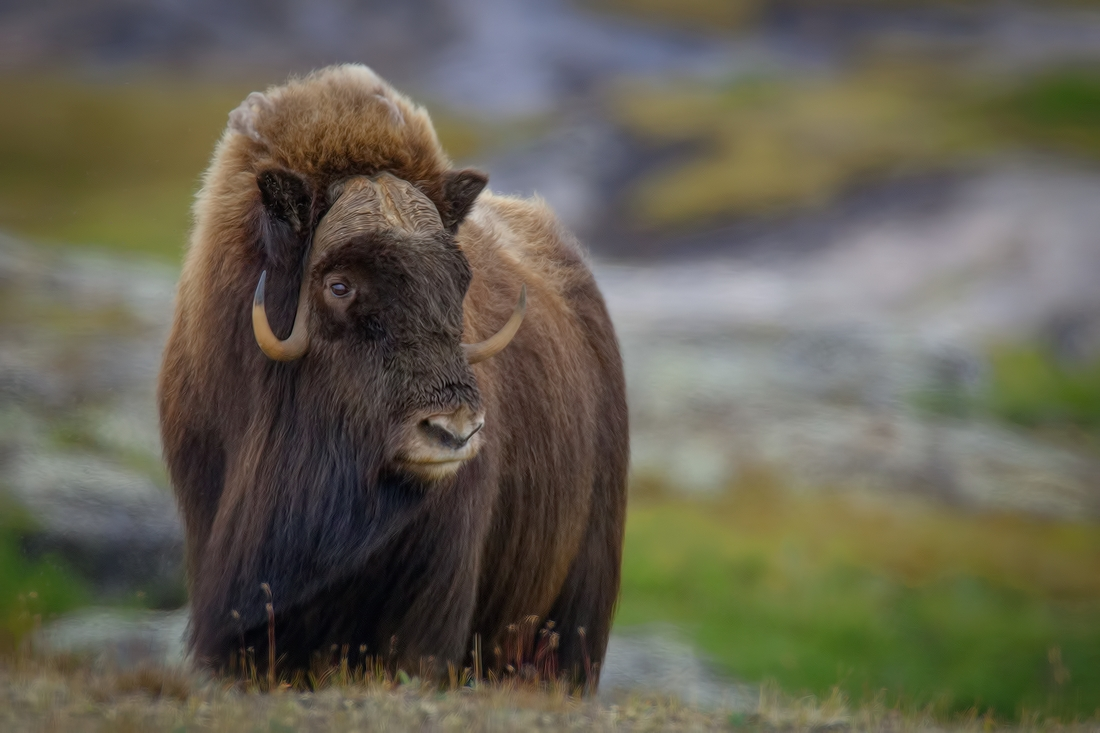
Вівцебик (Ovibos moschatus wardi)
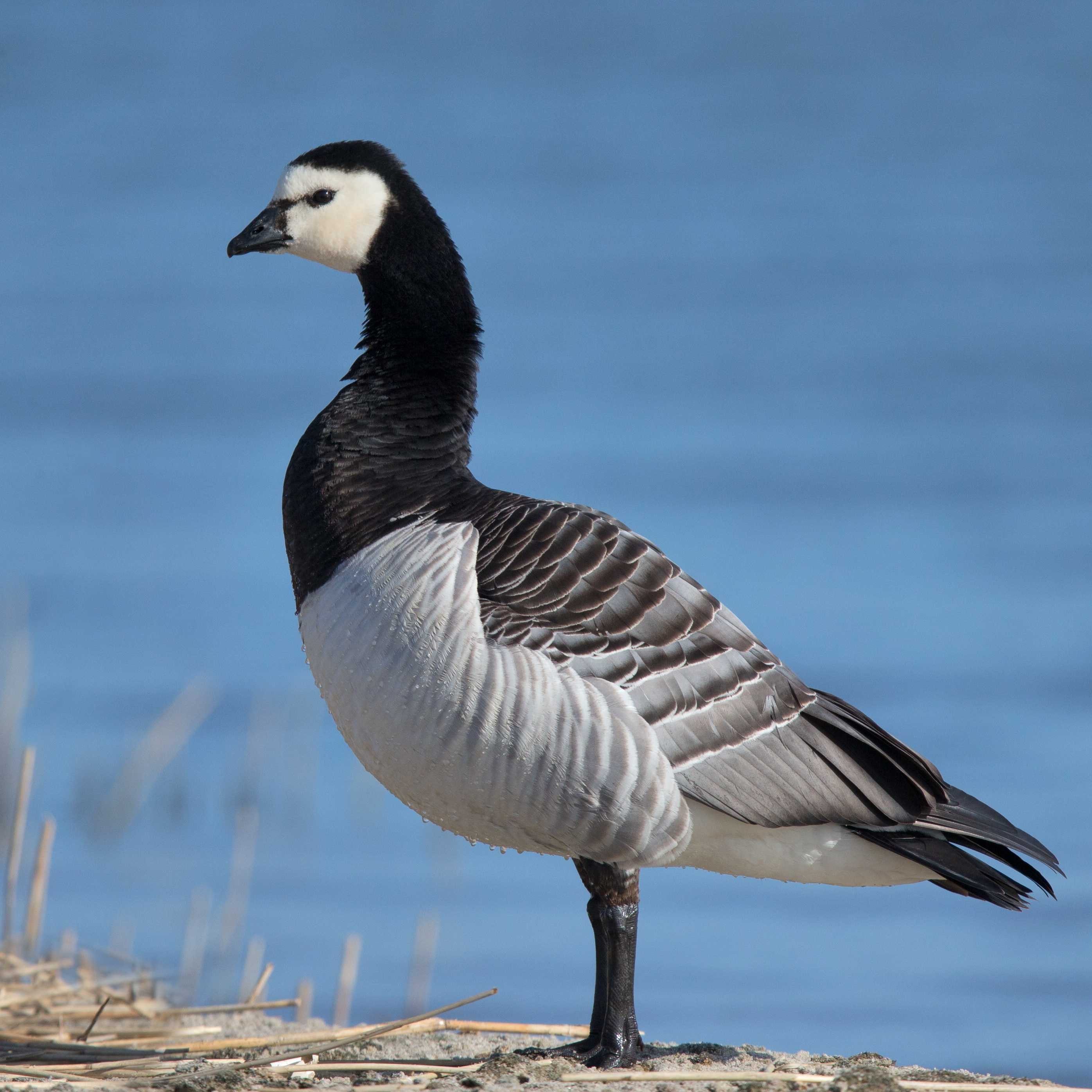
Білощока казарка (Branta leucopsis)
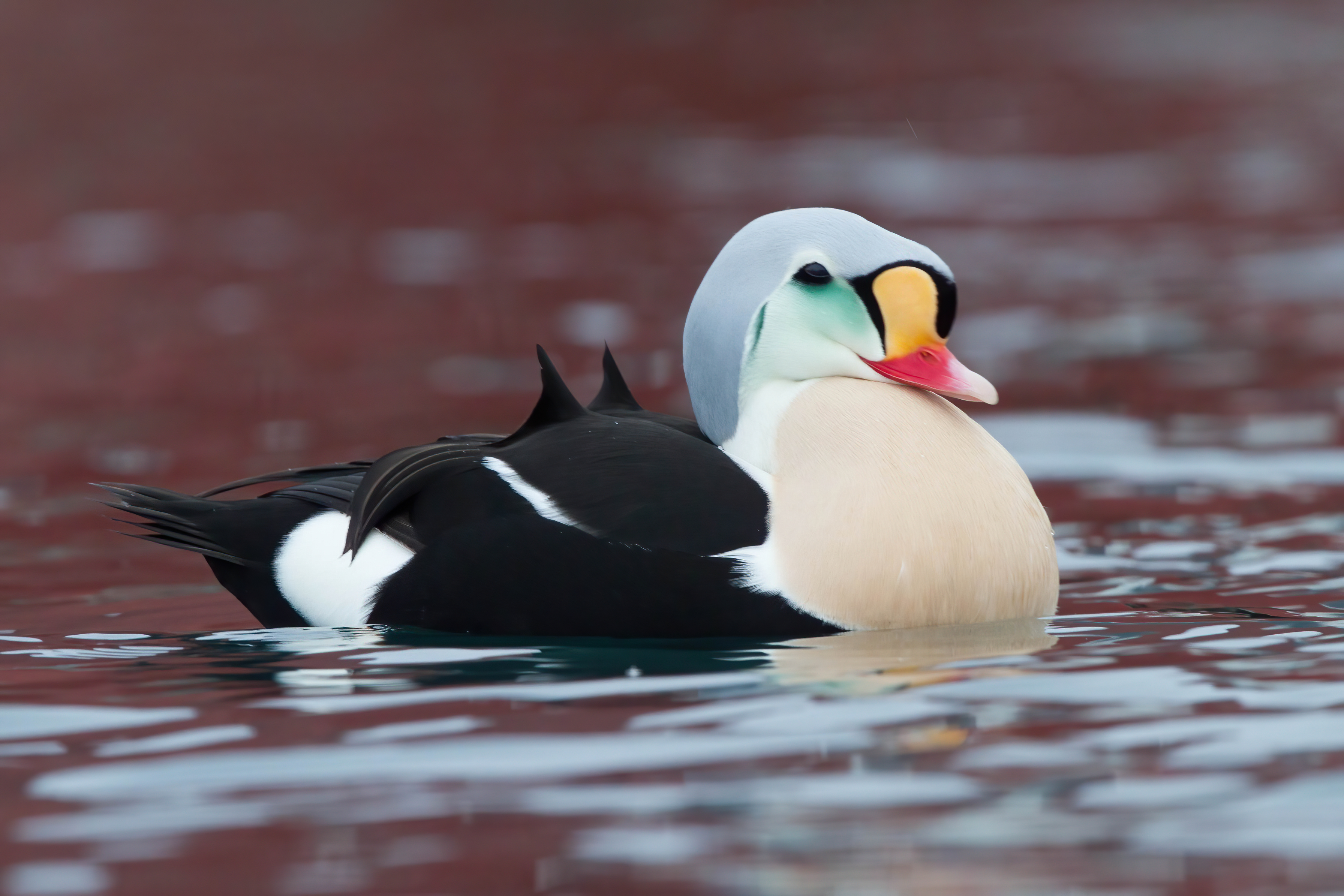
Горбатодзьоба пухівка (Somateria spectabilis)
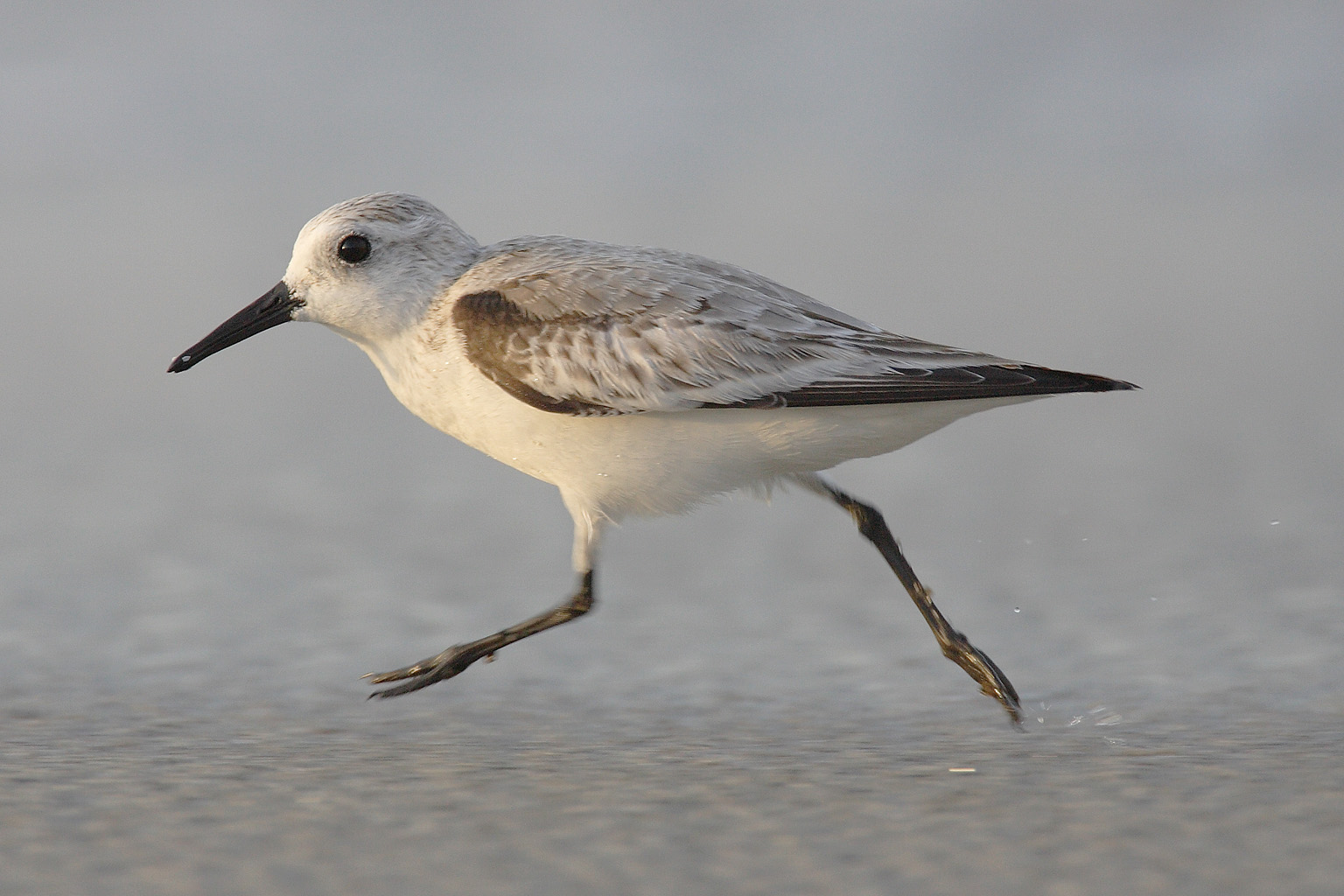
Білий побережник (Calidris alba)
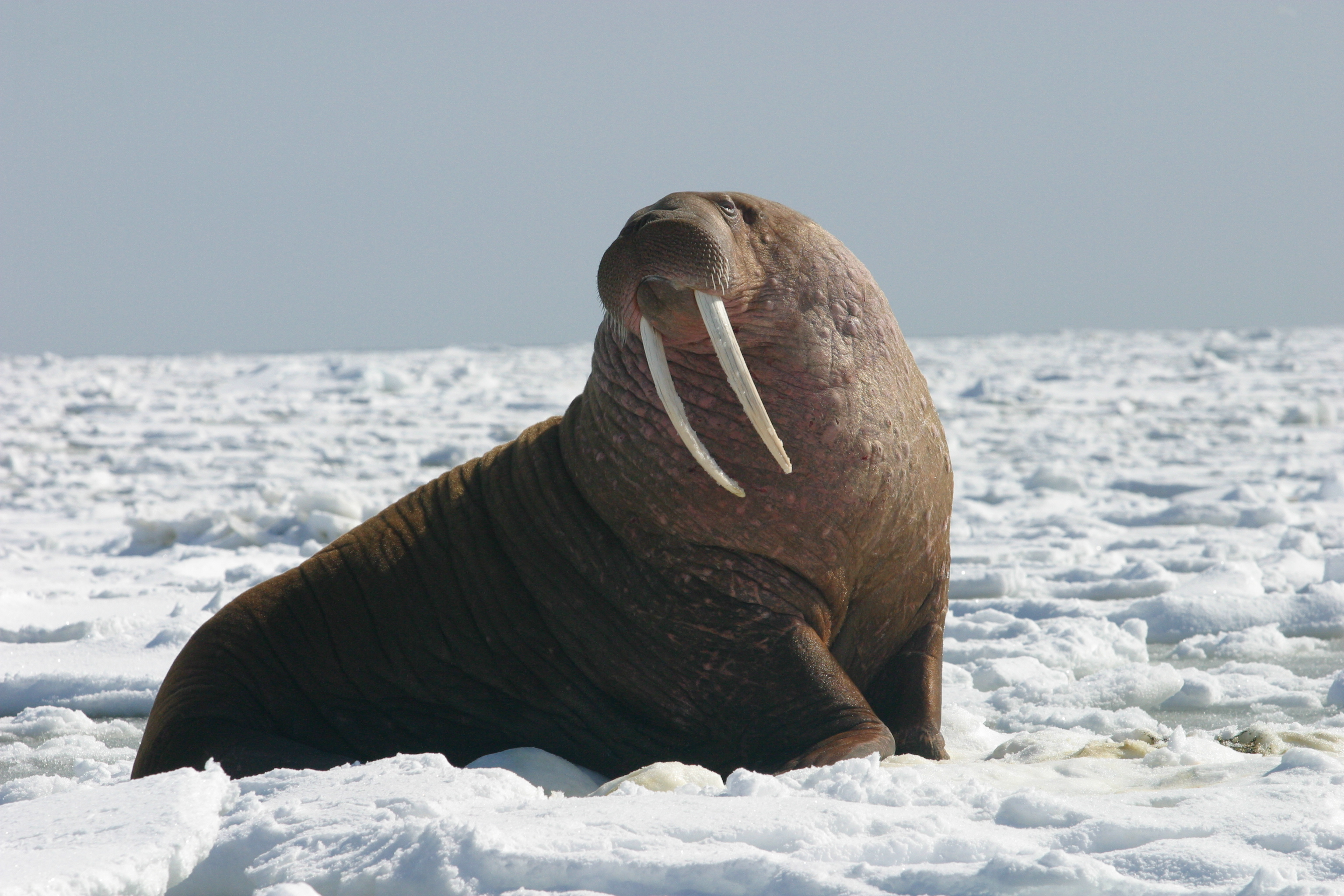
Звичайний морж (Odobenus rosmarus)

На східному узбережжі Гренландії виділяють три широтні регіони заполярної тундри. На центрально-східному узбережжі острова, у перехідній зоні між приполярною та заполярною тундрою розташована Земля Джеймсона. Це найбільша рівнина Гренландії, а також найважливише місце проживання вівцебика (Ovibos moschatus) на острові. На висоті до 400 м над рівнем моря тут переважають чагарники карликової берези (Betula nana), чотиригранної кассіопеї (Cassiope tetragona) та лохини (Vaccinium uliginosum). Близько 75 % вологих, захищених місцевостей мають рослинний покрив — як правило, представлений багатими на мохи пустищами. Приблизно в 10 км від узбережжя зустрічаються такі рослини, як осока Біґелоу (Carex bigelowii), живорідний гірчак (Bistorta vivipara) та арктична верба (Salix arctica). Місцевість тут часто перемежовується болотами, озерами та озерцями. На сухих, відкритих пустищах і кам'янистих сопках ростуть такі рослини, як альпійська мучниця (Arctous alpina), гірська дріяда (Dryas octopetala), арктична верба (Salix arctica) та безстебла смілка (Silene acaulis). Ці рослини є важливим джерелом їжі для вівцебиків взимку через те, що вони зазвичай ростуть в місцях з неглибоким сніговим покривом. Найпишніший тип рослинності в Землі Джеймсона займає дуже невелику площу — це порослі травами схили, які взимку покриваються товстим шаром снігу, однак влітку слугують ідеальними пасовищами для вівцебиків.
Данський ботанік Бент Фредскільд, використовуючи результати досліджень, зроблених Торвальдом Соренсеном у 1931-1935 рр, доповнені більш сучасними аналізами, охарактеризував вісім рослинних угруповань, поширених у заполярній тундрі між 72° та 79° північної широти. Серез них він виділив карликові чагарникові зарості, де переважають чотиригранні кассіопеї (Cassiope tetragona), арктична верба (Salix arctica), лохина (Vaccinium uliginosum ssp. microphyllum) або карликові берези (Betula nana), залежно від ґрунту та тривалості снігового покриву. На луках, що висихають влітку, зростає широколиста арктомітлиця (Arctagrostis latifolia), осока Біґелоу (Carex bigelowii), темно-бура осока (Carex fuliginosa) та тьмяна пухівка (Eriophorum triste). На низинних болотах росте прямостояча осока (Carex stans), пухівка Шойхцера (Eriophorum scheuchzeri) та широколиста арктомітлиця (Arctagrostis latifolia). В місцевостях, велику частину року покритих снігом, росте пізньоквітуча лапланська фіппсія (Phippsia algida) та трав'яна верба (Salix herbacea), що квітне дещо раніше. На порослих травою схилах, які найбільш рано звільняються з-під снігового покриву, росте колючий трищетинник (Trisetum spicatum) та чорна злинка (Erigeron humilis). На сухих, відкритих пустищах росте різновид осоки Carex nardina, скельна осока (Carex rupestris) та мишохвостикова кобрезія (Kobresia myosuroides). На сопках росте багряний куничник (Calamagrostis purpurascens) та лежача осока (Carex supina ssp. spaniocarpa). На вологому ґрунті, вкритому органічною кіркою, ростуть багаті видами рослинні угруповання, де переважає ісландська кьонігія (Koenigia islandica) та арктична костриця (Festuca hyperborea). На солончаках ростуть галофітні рослини, зокрема повзуча покісниця (Puccinellia phryganodes) та обгорткова осока (Carex subspathacea).
На Землі Пірі, у найпівнічнішій частині Гренландії, рослинність покриває лише близько 5 % суходолу. Річна кількість опадів в цьому районі мала, від 25 до 200 мм. Опади випадають у вигляді снігу, який змітається в купи, залишаючи більшу частину ґрунту відкритим. Купи снігу є єдиним джерелом прісної води протягом вегетаційного періоду, і поряд з ними виростають розріджені рослинні угруповання. До рослин, поширених в цій місцевості, відноситься прямостояча осока (Carex stans), кілька видів пухівки  (Eriophorum spp.), чотиригранна кассіопея (Cassiope tetragona) та різноманітні мохи і лишайники. На вологому, вкритому туманами узбережжі Землі Пірі зустрічаються пустища, порослі травою сопки і мохові болота.

## Фауна
Лише дев'ять видів наземних ссавців є рідними для Гренландії: арктичний заєць (Lepus arcticus groenlandicus), песець (Alopex lagopus foragoapusis), гренландський вовк (Canis lupus orion), північний олень (Rangifer tarandus), білий ведмідь (Ursus maritimus), вівцебик (Ovibos moschatus wardi), гренландський горностай (Mustela erminea polaris), арктичний лемінг (Dicrostonyx torquatus) та звичайна росомаха (Gulo gulo). Однак деякі з цих ссавців, а саме вівцебики, полярні вовки, горностаї, росомахи та арктичні лемінги, не змогли перетнути великі льодовики затоки Мелвілл на заході або узбережжя Блоссвілла на сході острова і тому зутрічаються лише в екорегіоні заполярної тундри Гренландії на півночі острова.
Майже вся північно-східна Гренландія входить до Гренландського національного парку, що є найбільшим у світі. В цьому регіоні мешкає 40 % світової популяції вівцебика (Ovibos moschatus), а також білі ведмеді (Ursus maritimus), яким загрожує зникнення. До морських ссавців екорегіону належать звичайні моржі (Odobenus rosmarus), бородаті лахтаки (Erignathus barbatus), гренландські лисуни (Pagophilus groenlandicus) та кільчасті нерпи (Pusa hispida), які зустрічаються по всьому узбережжю, а також плямисті чубачі (Cystophora cristata), що трапляються в південних фіордах. Влітку в заполярній тундрі Гренландії гніздиться багато видів птахів, зокрема білощокі казарки (Branta leucopsis), короткодзьобі гуменники (Anser brachyrhynchus), зеленошиї пухівки (Somateria mollissima), горбатодзьобі пухівки (Somateria spectabilis), кречети (Falco rusticolus), білі сови (Bubo scandiacus), білі побережники (Calidris alba), ісландські побережники (Calidris canutus), тундрові куріпки (Lagopus muta) та звичайні ворони (Corvus corax).

## Збереження
Люди в Гренландії історично здійснювали значний тиск на природу острова, незважаючи на їх малу кількість. Наразі населення Гренландії становить лише близько 57 тисяч людей, більшість з яких мешкають на південному заході Гренландії. Протягом XIX-XX століть люди активно полювали на великих ссавців, чим привели багатьох з них до межі зникнення. В останні десятиліття XX ст. кампанія Грінпісу проти тюленячого та китобійного промислу фактично знищила основу економіки Гренландії, особливо на півночі острова, де традиційне полювання давало 80 % прибутку. Наразі традиційне полювання, яким займаються гренландські інуїти, дозволене відповідно до закону навіть у національному парку. Популяції тварин також були вразливі до кліматичних змін. Наприклад, карибу зникли з національного парку в 1900 році через міграцію до Західної Гренландії в пошуках їжі; це, у свою чергу, призвело до того, що до 1934 року гренландський вовк зник через втрату своєї основної здобичі.
Величезний Гренландський національний парк площею 1 000 000 км² був створений у 1974 році. Хоча лише близько сорока людей проживають на постійних станціях та в аеропорту в межах парку, багато людей з поселень на Землі Пірі та з поселень на узбережжі між Нордострундінгеном та Скорсбісунном полюють там влітку. У заполярній тундрі також є три Рамсарські водно-болотні угіддя. Два з них розташовані в національному парку, а саме Хохштеттер-Форланд, де розташоване важливе місце линяння короткодзьобих гуменників (Anser brachyrhynchus), та Кілен, найпівнічніше Рамсарське угіддя у світі, де гніздяться чорні казарки (Branta bernicla). Третє Рамсарське угіддя — це Хеден на Землі Джеймсона, найбільша за площею територія тундри в Гренландії, а також важливе місце зупинки гусей та багатьох інших водоплавних птахів під час міграції.